# Future Man
Future Man, pseudonimo di Roy Wilfred Wooten, conosciuto anche come RoyEl (Hampton, 13 ottobre 1957), è un percussionista, inventore e compositore statunitense.
È il percussionista della band Béla Fleck and the Flecktones, insieme a Béla Fleck, Jeff Coffin e al fratello Victor Wooten.